# Hypermill
hyperMILL是由位於慕尼黑的韋斯靈OPEN MIND Technologies AG開發出來的CAM加工專用軟體模組。此軟體適用於2.5D、3D和5軸銑削及車銑切削，以及如高速切削 (HSC) 和高效能切削 (HPC) 等加工操作，同一操作介面中也提供針對銑削葉輪、葉盤、渦輪葉片、彎管和輪胎模具的特殊應用。

## 功能和應用
hyperMILL在同一操作介面上將2.5D，3D和5軸銑削以及銑削和車削（例如高速切削（HSC）和高效切削（HPC））結合在一起。該軟體還包括用於銑削特殊應用葉輪，葉盤，渦輪葉片，彎管和輪胎模具以及許多自動化選項。
借助hyperCAD-S  ，OPEN MIND正在開發自己的CAD系統，該系統適合CAM編程人員的需求。hyperMILL可與Solidworks和Autodesk Inventor的直接整合。並通過Dassault Systems 和Autodesk認證。
該軟體提供了許多標準和直接介面（IGES，STEP，STL，DXF / DWG，Parasolid，點雲，hyperCAD，Catia  V4 / V5，Autodesk Inventor，Solidworks，NX，JT，PTC Creo Parametric）。
hyperMILL在全球範圍內廣泛用於各種行業，包括工具，模具和機械工程以及汽車，醫療，能源，航太和航空。

## 開發商
Hypermill由軟體製造商Open Mind Technologies AG開發。該公司開發和銷售CAD / CAM解決方案，針對CNC機台和控制器提供獨立NC編程與 2.5D、3D、5 軸銑削與車削策略，該公司擁有多項專利。

## 外部連結
- 官方网站